# 驕矜狂妄反派貴族的惡行惡狀
《驕矜狂妄反派貴族的惡行惡狀》是黑雪ゆきは編寫的輕小說系列，從2022年開始連載於KAKUYOMU。漫畫於2024年在《ComicWalker》連載，由みく郎氏作畫。本作的故事講述惡役貴族注定遭遇不幸的故事。

## 劇情
主角轉生為奇幻小說中的反派角色，為了避免毀滅性的結局而追求力量並改變命運，原本的故事也因此被打亂。

## 登場人物
以下為有聲PV版的聲優。

### 主要人物
盧克·威薩利亞·吉爾伯特
本作主角，轉生者、吉爾伯特家的嫡子、小說作品中的反派貴族。本身就很優秀，但為了活命而不斷努力避免死亡。持有「暗」属性的魔法天賦。
愛麗絲·倫·隆茲戴爾（聲：瀬戸麻沙美）
盧克的未婚妻、隆茲戴爾伯爵家的長女，對盧克以外的人都會冷眼相待。被哥哥約蘭德培養成虐待狂，但和盧克相遇後受虐本性被激發。持有「冰」與「毒」属性的魔法天賦。
阿爾弗雷德•狄格
外號「鬼」的原王國騎士團副團長、被前任家主招募成為吉爾伯特侯爵家執事。不喜歡除前任家主外的所有貴族，直到發現盧克的劍術才能和態度後才有所轉變。
克勞德•格雷•吉爾伯特
吉爾伯特家的現任家主，盧克的父親。
約蘭德•埃里亞斯•隆茲戴爾
愛麗絲的哥哥，表面上是妹控，但實際上是個被虐狂。在與盧克相遇前把妹妹愛麗絲當成天使並立志將其變成惡魔，直至與盧克相遇後才將目標轉換成盧克。
埃爾卡•艾•薩瑟蘭德
原王國騎士團團長，因和阿爾弗雷德是舊識而想挖角其教導亞貝爾，但被其拒絕。
亞貝爾
小說作品中的主角、孤兒。雖然沒有任何魔法天賦，但能夠使用超過人類極限多達五重的無屬性強化魔法。
莉莉•艾克里爾•拉姆利
拉姆利子爵家的次女，時常陪伴在亞貝爾身邊。
艾米莉亞•馮•埃列夫塞利亞
屬性魔法研究局局長、魔法鑒定官，癡迷於魔法。被吉爾伯特家委託鑒定，發現盧克持有稀有魔法天賦而感到興奮。

### 冒險者
札克•卡里森
A級冒險者，「灰狼爪痕」的戰士，和阿爾弗雷德同鄉。夢想著成為英雄但在與盧克的對戰中敗北而感到挫折。

## 出版書籍

### 輕小說
| 卷數 | 角川Sneaker文庫 | 角川Sneaker文庫        | 台灣角川      | 台灣角川               |
| 卷數 | 發售日期        | ISBN                   | 發售日期      | ISBN                   |
| ---- | --------------- | ---------------------- | ------------- | ---------------------- |
| 1    | 2023年6月1日    | ISBN 978-4-041-13646-1 | 2024年3月18日 | ISBN 978-6-263-78661-5 |
| 2    | 2023年11月1日   | ISBN 978-4-041-13728-4 | 2024年8月21日 | ISBN 978-6-264-00365-0 |
| 3    | 2024年5月31日   | ISBN 978-4-041-14919-5 |               |                        |

## 外部連結
- Comic Walker （页面存档备份，存于）（日語）
- KAKUYOMU （页面存档备份，存于） -小說（日語）